# 2de Prix Lumières
De ceremonie van de 2de Prix Lumières werd georganiseerd door de Académie des Lumières en vond plaats op 13 januari 1997 te Parijs. De ceremonie werd voorgezeten door Philippe Noiret en uitgezonden door Paris Première. Er werden prijzen uitgereikt in zes categorieën. 

## Winnaars

### Beste film
- Ridicule

### Beste regisseur
- Cédric Klapisch - Un air de famille

### Beste acteur
- Charles Berling - Ridicule

### Beste actrice
- Fanny Ardant - Ridicule

### Beste scenario
- Un air de famille

### Beste buitenlandse film
- Il postino